# Ruta Nacional 129 (Argentina)

Mapa del recorrido de la vieja Ruta Nacional 129.

La Ruta Nacional 129 era el nombre que tenía antes de 1980 el camino pavimentado de 61 km en el sudeste de la Provincia de Corrientes, República Argentina que une la antigua Ruta Nacional 126 (actual Ruta Nacional 14) en las cercanías de Paso de los Libres, y la ciudad de Yapeyú.
Actualmente el tramo entre el acceso a Paso de los Libres y el acceso a Yapeyú corresponde a la Ruta Nacional 14 (km 496-551). El acceso a Yapeyú cuya longitud es de 6 km es la Ruta Nacional 122.
El trazado de esta ruta es en sentido sudoeste - noreste y discurre paralelo al Río Uruguay por los departamentos de Paso de los Libres y San Martín.
- Datos: Q6114019